# Claude Magni
Claude Magni (Saint-Maixent (Sarthe), 11 september 1950) is een voormalige Franse wielrenner.

## Overwinningen
1971
- Bordeaux-Saintes
- Eindklassement Ronde van Marokko

1976
- 1e etappe Etoile de Bessèges

## Resultaten in voornaamste wedstrijden
| Jaar | Ronde van Italië | Ronde van Frankrijk | Ronde van Spanje |
| ---- | ---------------- | ------------------- | ---------------- |
| 1973 |                  |                     |                  |
| 1974 |                  | 82e                 |                  |
| 1975 |                  | 74e                 |                  |
| 1976 |                  | buiten tijd         |                  |

| Jaar | Ronde van Vlaanderen |  | Wereldranglijsten |
| ---- | -------------------- |  | ----------------- |
| 1973 | 34e                  |  |                   |
| 1974 |                      |  |                   |
| 1975 |                      |  | 65e (SPP)         |
| 1976 |                      |  |                   |